# ゼネラル・パーチェス
ゼネラル・パーチェス株式会社は、東京都中央区日本橋箱崎町に本社を置く、コストの分析、購買と決済のコンサルティング事業を営む会社である。

## 概要
企業のコスト分析に主力商品とし、購買コンサルティング、決済コンサルティングを3つの事業を全国的に展開をしている。コスト分析サービスの「コストドック」は30項目以上のコストの分析が可能で、かつコスト削減までを一括でできる商品として税理士業界より注目を集めている。

## サービス
コストドック
管理費30項目を一括でコスト分析ができるサービスで、金融機関や公認会計士とパートナーシップを結ぶ。
購買コンサルティング
大企業向けの戦略的な購買コンサルティングから、中小企業向けのサプライヤ切替を前提とした購買サービスまで対象とする。
決済コンサルティング
法人間の決済をクレジット決済化する。業務用の高圧電力のクレジット決済サービスが主な提供先である。

## 沿革
- 2008年10月 設立
- 2014年 購買コンサルティング事業開始
- 2017年 クレジット決済コンサルティングサービスを開始
- 2018年 プライバシーマーク取得
- 2019年 法人向けクレジット決済「GPPAY」をリリース
- 2020年 コストの分析サービス「コストドック」をリリース[1]

## 事業所
- 本社 東京都中央区日本橋箱崎町17-8